# Wilhelm von Flügge (résistant)
Ne pas confondre avec Wilhelm von Flügge, député du Reichstag pendant l'Empire allemand, son grand-père
Wilhelm von Flügge (né le 8 août 1887 à Düsseldorf, mort le 4 janvier 1953 à Istanbul) est un employé d'IG Farben, résistant allemand au nazisme.

## Biographie
Wilhelm von Flügge est le fils du conseiller prussien Erich von Flügge. Il va au Greiffenberg-Gymnasium à Putbus et obtient l'abitur en 1905. Il étudie les sciences politiques à l'université de Heidelberg. En 1913, il devient fonctionnaire d'État. Il devient assesseur du gouvernement à Greifswald jusqu'au déclenchement de la Première Guerre mondiale. Il est alors officier d'ordonnance de la 4e division de cavalerie pendant un an, mais est nommé au Secrétariat d'État impérial de l'Intérieur en 1915. En 1916, il rejoint l'Office du Reich à l'Alimentation. En 1917, il est Reichskommissar pour l'approvisionnement en poisson.
En 1921, il est Reichskommissar pour la surveillance des importations et des exportations. En 1924, il se retire de la politique et dirige les domaines familiaux du Mecklembourg à Speck et Jakobsdorf pendant plusieurs années. Pendant la Grande Dépression de 1929, il écrit des opuscules. Il fait ainsi la connaissance de Magnus von Knebel et plus tard avec la résistance conservatrice autour de Carl Friedrich Goerdeler. Même avant la prise du pouvoir des nazis, des tentatives sont faites pour les contrer.
Pendant le Troisième Reich, Flügge travaille comme collaborateur pour IG Farben. En tant que grand propriétaire terrien, il craint une interprétation stricte des lois raciales de Nuremberg et émigre à Vienne. À partir de 1937, il travaille officiellement pour IG Farben, où il est représentant à Beyrouth. Pendant ses séjours liés au travail dans le Reich allemand, il est en contact avec le groupe de résistance. Grâce à sa situation à Beyrouth, il peut établir des contacts avec des diplomates d'autres puissances. Entre autres choses, il travaille avec d'autres sur un projet de constitution pour un empire après la chute d'Hitler.
Après le déclenchement de la Seconde Guerre mondiale, il appartient au cercle plus étroit du groupe de résistance autour de Wilhelm Canaris. Formellement, il est toujours payé par IG Farben, en fait il travaille pour la résistance au bureau de l'Abwehr. Il maintient des contacts avec des groupes conservateurs de la résistance, tels que ceux déjà mentionnés, également avec le général Hans Oster, Adam von Trott zu Solz et le cercle de Kreisau. À partir de fin 1943, il se fait passer pour un employé de Nordsee AG.
En 1944, la Gestapo le surveille. En avril 1944, Flügge est arrêté à son arrivée à l'aéroport de Vienne. De là, il est emmené à Berlin et emprisonné dans le camp de concentration de Ravensbrück. Il est d'abord affecté à la résistance autrichienne. Cependant, après l'attentat du 20 juillet 1944, ses contacts sont révélés. Flügge est amené au camp de concentration de Sachsenhausen. Peu avant la fin de la guerre, il arrive au camp de concentration de Flossenbürg près de Dachau. Dans le cadre d'un transport de personnalités otages d'Hitler depuis des camps de concentration vers le Tyrol du Sud, il est libéré des mains des SS à Villabassa le 30 avril 1945.
Flügge vient à Rottach après la guerre, où il est accueilli par des amis. Il gagne sa vie en tant que conseiller bancaire. Dans le même temps, il écrit Deutsche Verwaltung, un ouvrage sur la réforme constitutionnelle en Allemagne, basé sur ses croquis pour la nouvelle constitution quand il pensait à la chute du Troisième Reich. Il s'installe à Istanbul, où il travaille comme consultant pour une banque turque.